# EIGHTH
『EIGHTH』（エイス）は、河内和泉による日本の漫画作品。『月刊ガンガンJOKER』（スクウェア・エニックス）で2009年8月号より2016年6月号まで連載された。

## 概要
河内和泉のスクウェア・エニックス3作目の連載作品。遺伝子工学・生命科学・医療を舞台に、遺伝子研究所の警備員の少年と特殊な能力を持つ少女を中心に展開されるSF・アクション・ファンタジー・コメディ。『機工魔術士-enchanter-』でも見られたお色気要素や、技術に対する倫理的なシリアスな展開も健在である。
初回では、巻頭カラーを含む104ページという大ボリュームで展開された。
バイオテクノロジーに関する様々な知識が登場し、ほとんどが事実に基づいており、実在の人物の功績にも触れている。セルシアの能力以外、特に非現実的な描写は登場しない。ただし、6巻にて「人間の細胞の数が60億個」と表記されている部分があるが、正しくは「60兆個」であるという誤記が発生しており、後に作者のブログと7巻で訂正がなされた。
単行本2巻と6巻の時点で、モバイルアンケートによるキャラクター人気投票が2度行われた。

## あらすじ
米国に本社を置くバイオ産業大手・グラフィコ社の研究機関・エイス研究所の保安警備員であるナオヤ・グラフィコは叔父である所長よりローマへ飛ぶよう命じられる。ナオヤに課せられた使命は、レオン社の研究所に監禁されている「奇跡の少女」ことセルシアを救出し、シチリア島の両親の許へ送り届けること。
レオン社の研究所へ潜入し、セルシアを救出したナオヤはこのままいずれ別の追っ手が差し向けられるのではないかと考え、セルシアを連れてエイス研究所へ戻ることにする。

## 登場人物

### メイン・キャラクター
ナオヤ・グラフィコ
主人公。保安警備員（セキュリティーガード）としてエイス研究所に所属している。
所長である真矢の甥で、所長やその補佐役である真理からはその手腕を高く評価されているが色仕掛けに弱く、体を張って活躍しても労多くして益少なしな結果に終わることが多い。
幼少期にエイスによって助けられた経験があり、そのためエイスを守るためにこの職業に付く。スケベな性格で巨乳と尻が好き。
かなりのお人好しで、困ってる人を放っておけない人物。保安警備員になった理由は「みんなを守りたい」という想いからで、他人を気遣うあまりに自己犠牲に走ることも多々あり、その結果 苦悩することも多い。ルカと異なり特定の誰かを守りたいと割り切っているわけではなく、研究と友人のどちらかを優先することができない不器用な性格。
ゆるふわ劇場では「羽が生えそろってないボっサボサの若鷹（イーグル）」とミラから評されている。
武器は、拳銃SIG SAUER P226を使用している。
キャラクター人気投票ランキング第1回・第2回ともに5位。
セルシア
イタリア・シチリア島出身の「奇跡の少女」。16歳。真理に劣らぬ巨乳。生まれつき生物の代謝を促進する能力を持っており、バイオ産業の様々な勢力からその能力を狙われている。
ローマのレオン研究所に監禁されていた所をナオヤに救出され、このままシチリアに還してもまた別の勢力に狙われるのではないかとのナオヤの判断によりエイス研究所で保護されることになった。
表向きの形としては「ナオヤが勝手に連れ込んだ女の子」ということになっており、ナオヤの部屋に居候している（そのため、ナオヤは廊下で寝ることになった）。
特殊能力を持っているだけで全くの素人であり、遺伝子工学に関する専門的な知識や技術はほとんど持ち合わせていない。性格は天然で大人しいが、幼い頃から自らの能力を巡った争いに巻き込まれながらも他人を憎むことなく健やかであり続ける強さを持っており、その点はヒカル、新庄博士、ルカから高く評されている。後にバチカン騒動を経て更に精神的に成長し、りおのためにも強くあり続けようとしている。カトリックのキリスト教徒であり、礼拝堂などに興味を示したり、時々シスター服になることがある。実は窓ガラスが割れるレベルの超音痴。
キャラクター人気投票ランキング第1回・3位、第2回・4位。
新庄ヒカル（しんじょう ヒカル）
セルシアと同じくらいの年齢の少女。新庄の娘で、現在は高校を休学中。セルシアと対照的に活発で気が強い。
自称「普通の女子高生」だが、父について回って様々なトラブルに巻き込まれてきた経験から身体能力が非常に高く、正規の訓練を受けた描写はないもののナオヤやルカと渡り合ったり、セルシアを狙うエイスへの侵入者と戦ったこともある。主にナイフを使用して戦う。
貧乳を気にしており、セルシア・真理を始めナオヤの近辺に巨乳の女性が多いことをやっかんでいる。その衝動なのか、最近「マリ乳成分」なるよくわからない成分に精神安定を求めてる模様。日本にいた頃は女子高生らしく友達としょっちゅうカラオケに通っていたようで、その歌唱力はナオヤをして「エイスのサラ・ブライトマン」と言わしめるほど。
父親の苦労を見てきたため、研究所を嫌っていたが、ナオヤと出会ったことで父が再び研究所に戻ることに賛成する。
キツい性格ながら本心はナオヤに気がある模様。セルシアと同様、ナオヤの部屋に居候している。後にセルシアの能力を知る者の一人となり、ナオヤと共にセルシアの護衛と世話係を務めるようになる。
キャラクター人気投票ランキング第1回・1位、第2回・2位。

### エイス研究所
真矢・グラフィコ（しんや・ぐらふぃこ）
遺伝子工学を専門とするエイスの所長。4thラボの所長を兼任。専門は免疫遺伝学。
ナオヤの叔父に当たるつかみ所の無い人物で、ナオヤに使命を下す際も自分の真意については多くを語らない。巨乳好きでセクハラ的発言が多く、「エイスで最もエロい人物」に認定されている。
しかしエイスやセルシアを守ることに関しては非常に真剣であり、目的のためにはナオヤに危険な任務を強いることもある。
金髪で、常にサングラスをかけており素顔は不明。本人曰く、目つきが悪く昔ナオヤに泣かれたことがあったのでかけているとのこと。作中1度外したことがあったが、パーティーグッズでごまかしていた。
ゆるふわ劇場では「いつまでたってもニワトリにならないでかいヒヨコ」とミラから評され、上司の査定までするのかと返した。
キャラクター人気投票ランキング第1回・4位、第2回・6位。
真理（まり）
所長とナオヤの補佐役。かなりの巨乳。何を考えているかわからない所長に振り回されがちだが、ナオヤに対しては大人の色気を振りまきながら接することで行動を掌握している。
お茶目で飄々としているが、仕事第一で自身の身を省みないこともある。そのルックスと性格からエイスの職員内でもかなり人気があり、ナオヤからは明確に好意を寄せられているが、常に軽くあしらっている（ナオヤの方も彼女に対する想いは恋愛感情なのか、単なる憧れなのかは描写が曖昧である）。
ゆるふわ劇場では「メスなのに立派な尾羽のあるクジャク」とミラから評されている。
キャラクター人気投票ランキング第1回・2位（1位とは僅差）、第2回・1位。
ミラ・マイヤーズ
エイス警備隊長を務める女性。ナオヤに警備や闘いの方法を仕込んだ人物で、かなり厳格な性格。真矢に対しても下手に出ることがなく、敬語もあまり使わない。
元々は軍人で、その後FBIに所属していた経歴が作中で語られている。
アンジェラ
植物遺伝子研究部門部門長。眼鏡をかけた女性で植物をこよなく愛し、植物を「彼女ら」と呼びかけ、植物の声を聞くことにすべてをかけている。彼女もまた巨乳であるため、ヒカルからは敵視されている。
研究を始めるとやや暴走気味。植物の研究が人命に直接関わることが少ないため蔑ろにされがちなことに不満を感じており、研究を続けさせてもらえないと子供のように泣き出す。真矢としては企業の利益になる研究をしないことが不満点だったが、あっさりとインターフェロンを大量生産できる研究を成功させている。ハーバード大学に在籍していた際にボストン大学にいた真矢と知り合っている。
ナオヤのことを「少年」と呼んでおり、とある経緯により彼を信頼するようになり、何かと頼みごとをする。その頼りぶりは今や「ナオヤを介さなければ気が済まない」とすら言えるレベルに達しており、書類を提出するのに真也が目の前にいるにもかかわらずわざわざナオヤを探して彼に提出させようとするほど。
彼女が「せんせい」と呼んでる女性はDNAが何か認知されていない時代にトランスポゾンを発見した人物である。後にバチカンの科学アカデミー（ローマ教皇庁立科学アカデミー）の会員であることが判明。
キャラクター人気投票ランキング第1回・6位、第2回・3位。
新庄（しんじょう）
ヒカルの父親。日本人で移植皮膚の特許技術を持つ研究者の男性。所長である真矢とは大学時の先輩後輩にあたる（彼は客員だった）。
皮膚移植の研究をしていたが、会社が倒産したことと、ヒカルの反対で彼女と共にアマゾンの奥地で研究をしていた。
ナオヤとヒカルの説得により、現在はエイス研究所で研究を行っている。妻がいたらしいが、逃げられたという。
アイザック
ワクチン開発部門の男性。無表情で冷静沈着だが、意外とかわいい絵を描く。「ウイルスが目に見える」というジョークを飛ばしたことがある。かわいいウイルスの夢を見ることがよくあるらしい。
天王寺 りお（てんのうじ りお）
8歳の少女。その年齢にして分子生物学の天才であり、大学准教授を務めている。ローマ法王とも対面したことがある大物。
新庄博士の紹介でIPS細胞の研究のためにエイスにやって来る。あまりに優秀であったため、周囲の同年代の普通の子供とは話が共有できず、孤立したことがあるため「研究者でない人の前で専門的な話をして場の空気を壊すこと」を恐れている。そのためナオヤやセルシアのことは当初は怖がっていたが、ヒカルの助けもあり友人となり、ヒカルとセルシアからは非常に可愛がられている。
ゆるふわ劇場では「枝の先端にとまってしまって震えてるエナガ」とミラから評されている。
後にALL（急性リンパ性白血病）にかかり、更にTPMT（チオプリンS-メチルトランスフェラーゼ）欠損が確認され、現在は入院中。

### グラフィコ社
龍一（りゅういち）
経営部。真矢の弟。兄と容姿・性格ともにまったく異なり、礼儀正しく、しっかり者の男性。
真理に好意を抱いているらしく、グラフィコ社に引き抜こうとしたことがあった。
ナオミ＝セガール
ライセンス部。製品のライセンスの交渉事を担当している女性。仕事に厳しくマイペース。わかりにくいがジョークも言う。
ナオヤと共に新庄博士の説得に赴き、結果として彼をエイスに連れて帰った。
最初はナオヤを子供扱いしていたが、同行した後、別れ際に「また機会があれば一緒に行きましょう」と述べるなど、多少見直した様子。

### バチカン関連
ルカ・ブルクハルト
レオン研究所でセルシアを監視していたガードの青年。身体能力はナオヤと互角に闘えるほど強く、且つ容赦がなく必要とあらば殺人も厭わない。レオン研にてナオヤにKOされるが、後にインフルエンザ編にて再登場し、トリニティが開発していた改変型ウィルスを盗んだ犯人と判明すると同時に、その素性も真矢と真理により明かされる。
その正体はスイス人の元・スイス軍人で現在はバチカンのローマ法王近衛兵を務めるスイス傭兵。セルシアを保護しバチカンまで連行する任務を受けている。しかし、任務以上に彼自身の感情でセルシアを非常に気にかけており、過保護とも言える扱いをしている（基本的にセルシア以外には無頓着）。また、バチカン近衛兵だけあり、考え方が非常に古風な堅物で、女性は純潔が当然のものと主張しており、性的なものを過敏にセルシアから遠ざける。当初は無口・無表情なキャラクターだったが、セルシアのこととなると感情的で饒舌になり、天然ボケな発言も多くなりつつある。
ゆるふわ劇場では「うす汚れた渡らない白鳥」とミラから評されている。
ベレッタM92（イタリア製拳銃）を使用している。カトリック教徒で、19 - 30歳。
キャラクター人気投票ランキング第2回・7位（同率）。
ヴェナンツォ
枢機卿の一人。ルカの直接の上司。眼鏡をかけた温厚な性格で、科学にも理解がありセルシアの能力も認めつつ、保護と隠匿が必要と考えている人格者。実はセルシアの故郷シチリア司教区担当の大司教でもあり、度々攫われるセルシアの保護を彼女の両親から直に頼まれていた。
ジェンガ
枢機卿の一人。あまりに厳格な信者であるが故に極端な男尊女卑な性格。セルシアの能力も全く信じておらず、ただのトリックか何かと決め付けており、周囲が「神の奇跡」などと呼ぶことにも嫌悪を抱いている。ヴェナンツォ枢機卿には「あなたは女性が気に入らないだけではないか！」と評されていて、エルダやルカからもほとんど信頼されていない。
後にその行き過ぎた女性蔑視による暴走が、セルシアを更に追いつめていくことになり……。
エルダ
シスターの代表格の老婆。セルシアの世話係を務める。ルカ以上に女性の純潔に対して厳格な堅物であり、女性が肌を出すこと等に完全に否定的。

### アストライア社
ヴァレリア・イリイニチナ・ローゼンフェルド
初登場は5巻でアストライア社の秘書。名前が判明するのは11巻。愛称および偽名としてリエラ・ローゼンの名称でも活動している。
アストライア社の社長の指示により、エイスを妨害するために動くが実態はiPS細胞関連で伸びるバイオ産業に参入したい別の組織の工作員。
幼少のころに、人身売買により大麻農園で働かされていたところをミラに助けられるが、その後行方不明となっていた。ナオヤを一人ボストンに呼び出したのは、ミラに育てられたナオヤが気になったためである。

### その他
トリニティ
CDC（アメリカ疾病予防管理センター）職員の女性。知能は高く常に一生懸命なのだが、仕事に関しては非常に間が抜けているいわゆるドジっ娘で、ミスをしてばかりで泣き虫。そのため真矢には「疫病神」と評され苦手がられている。しかし、本人は意図していないが結果的に常人離れした行動で機転を利かせ状況を好転させることがあり、ナオヤには「天然の出来る人ではないか？」と言われている。
新型インフルエンザのワクチンを先取りして作るために尽力していたが、その過程でヒトにも感染する可能性のある改変型ウィルスを紛失してしまい、エイスに助力を懇願する。
キャラクター人気投票ランキング第2回・7位（同率）。
スチュアート
OCI職員の女性。
作中ではジュリエットという名前で呼ばれることを恥ずかしがっている。
ヒロト・グラフィコ
ナオヤの父で真矢、龍一の兄。遺伝子工学の研究者であったが、ヒトゲノム計画が進んでいるのにあわせて、基礎研究と同時にそれの扱いをどうするか皆で研究するのが重要だと考え、NIHでELSI研究に携わっていた。親から会社の経営に入るよう言われて辟易していた真矢に自分の研究所をつくれと助言しており、これがエイス研創設のきっかけの一つとなった。本編の15年前にヒトゲノム計画をよく思わない市民が起こしたテロで死亡した。
ユリ・グラフィコ
ナオヤの母。気が弱く、自分が原因でないことも自分のせいだと考えてしまう人物。ヒロトが死んだ後に母国の日本へナオヤと共に戻っていたが、ナオヤがADA欠損症であることがわかり、治療に多額の補助金がかかることを心ない者に責められたことと、ナオヤの遺伝子異常が母親である自分が原因だと考えたことを苦にし、ナオヤが2歳の頃に自殺した。ユリの死が真矢がエイス研を創るきっかけの一つとなった。

## 用語

### 企業・組織
実在するものには名称の後に※を記載。
グラフィコ社
大手医療資材メーカー。エイス研の親会社であり、シンヤの父親が経営をしている。
エイス研究所
本作の主要な舞台。グラフィコ社の研究開発部門でロサンゼルスに所在。
本社の研究開発部門と新しく作った遺伝子工学部門を共同で作業させるためにシンヤが設立した。バイオ事業は高い専門性と迅速性が求められるため、本社からの独自性・自立性が高い機関となっている。ヒロトがテロで死亡したことから、研究内容・所内情報等の内部機密と研究員の安全を図るため高水準の保安警備体制が敷かれている。
4つの研究所があり、4thラボは遺伝子に関する研究をしている。また、4thラボの所長(シンヤ)がエイス研全体の所長も兼ねている。
福利厚生として敷地内に教会がある。
名前の由来は、聖書における7日間の天地創造の翌日として神様から離れる新しい日を意味する「8番目の日」。
発案者はヒロトで、能力は高いが会社の経営に興味がなく研究を続けていたいというシンヤに自分の大きな研究チームを作れと勧めたことから。
レオン社
イタリアのバイオ系企業。遺伝子工学と細胞の培養技術を使って医療資材を提供している。研究所は真里でも潜入でき、保安体制は高くない。セルシアを誘拐して研究を手伝わせていた。ナオヤがセルシアを連れ出したことで出資が受けられなくなり精算手続きを行なっている(潰れた)ことが語られている。
クラトス社
アトランタに所在のバイオ系企業。経営難から鳥インフルエンザワクチンのマッチポンプを計画したが、ルカの襲撃により失敗した。ルカの司法取引により計画が明るみに出たことでOCIの捜査の対象となった。
アストライア社
サンフランシスコに所在のバイオ系企業。クラトス社の社長の息子が経営している。エイス研ほどではないがそれなりの規模の企業で、バチカンの科学アカデミーに参加をしていた。iPS系の事業も進めていた。バイオ医薬事業に参入したいロシア系組織の買収ターゲットになり、ヴァレリアの謀略により社長がエイス研の研究盗用と殺人で逮捕され株価が暴落した後に乗っ取られた。企業としての信用と価値はかなり下がっていたが、セルシアから交渉提案された「慈善事業」を設立することでイメージ回復を行った。
バチカン※
バチカン市国とカトリックの総本山の総称だが、作中では主にローマ教皇庁のことを指す。ルカが所属していた。
なお、日本では「法王」と「教皇」が混用されてきたが、2019年の教皇フランシスコの来日に合わせて「教皇」への呼称変更が政府より発表されている。本作は掲載が呼称変更前のため、一貫して「法王」が使われている。
法王庁科学アカデミー※
ローマ教皇庁科学アカデミー。バチカン市国の科学アカデミーで、数学、物理、自然科学や関連する認識論的問題の研究の進展を推進するために設立された。セルシアの能力を検証する(シンヤは聖女様のオークションと評した)ため、財務担当のオルシー二枢機卿が召集を強行しようとした。エイス研からはアンジェラが招集されていた。
CDC※
アメリカ疾病予防監視センター。アトランタにある保健福祉省所管の感染症対策の総合研究所。アメリカ国内・国外を問わず、人々の健康と、安全の保護を主導する立場にあるアメリカ合衆国連邦政府機関。健康に関する信頼できる情報の提供と、健康の増進が主目的。感染症の対策センターであるため米軍と協力関係にある。トリニティが所属している。
FDA※
アメリカ食品医薬品局。保健福祉省配下の政府機関で、連邦食品・医薬品・化粧品法を根拠に医療品規制、食の安全を責務とする。ロシア政府とアメリカ企業の合同出資によるバイオ系企業設立について汚職が行われており、ナオヤ達はその一端に触れることとなった。
CBER※
生物学的製剤評価研究センター。FDA内の組織。生物製品の承認審査、市販後安全対策、品質確保、バイオテロ対応等を行う。安全性確保にあたってはCDCと連携する。本作では職員の一人が過去に汚職を行なっていたことで、りおの研究していた再生医療技術の転用により暗殺されている。
OCI※
FDAの犯罪捜査室。医薬品の偽物の摘発や未認可の取締等を行なっている。エルシアは説明を受けた際にごはんやお薬の専門のお巡りさんという理解をしていた。スチュアートが所属している。アストライア社がりおの研究を強奪した際、エイス研も捜査に同行した。FDAの自浄のための組織でもあったが、汚職を隠したいFDAから捜査に圧力がかかった。
EMA※
欧州医薬品庁。欧州連合の専門機関の一つ。人間及び動物医薬品の評価及び管理を行う。アメリカで言うFDAみたいなところだが、FDA方式の中央集権化を求めず、既存の国家医療調整行政機関の調和を図ることが目的。ヴァレリアがリエラとして潜入していた。りおの研究が悪用されたのを契機に、EMA、FDA、日本でiPSを使った再生医療製品の審査基準を共通化するよう協議を始めた。
NIH※
アメリカ国立衛生研究所。ヒロトが所属していたがテロの標的となった。

### 本作に登場する医学・遺伝子工学関係の用語
HLA遺伝子
ヒト白血球型抗原。俗称、恋愛遺伝子。HLAはヒトの免疫機能を決める遺伝子であり、女性は自分と違うHLA遺伝子の型を持つ男性を無意識に体臭で判断し惹かれるという。ナオヤは真里に自分はどうかと尋ねたがはぐらかされた。なお次の回でセルシアは「(ナオヤの洗濯物を扱うのは)イヤじゃない」「ナオヤのニオイがするのはすき」と発言している。(いなくてもいるみたいだもの、と続く。)
臨床試験
医学における介入研究。臨床試験は全て人体実験である。動物による実験を臨床試験以前の基礎研究という。新薬や新技術を用いた新しい治療などに対して、その効果や安全性について確認するために行われる試験。治療の効果や安全性は、決められたルールに従い、計画的に試験を行って初めて、科学的に効果を確かめた結果が得られる。新しい薬や治療法も、今までの治療の経験から効果をある程度予測することができるが、予想できなかった効果や副作用があらわれることもあり、注意深く観察して確認するので「試験」である。主に患者に対して行うので「臨床」という言葉がついて「臨床試験」となる。
治験
薬の候補を健康な成人や患者に使用して、効果や安全性、治療法（適正な投与量や投与方法）などを確認する目的で行われる臨床試験のこと。
遺伝子組み換え作物
GM作物とも呼ばれる。商業的に栽培されている植物（作物）に遺伝子操作を行い、新たな遺伝子を導入し発現させたり、内在性の遺伝子の発現を促進・抑制したりすることにより、新たな形質が付与された作物。本作ではGMとして代表的なトウモロコシが登場する。
遺伝子汚染
本来その地域には棲息していない近縁種や同種の生物が、人間活動の影響によって移入され交雑が進み、本来その地域の生物がもっていた遺伝子の多型性が乱れること。一種の環境破壊との意味を込めて批判的視点からこう呼ばれる。本作では、遺伝子解析依頼がきたトウモロコシに遺伝子汚染が疑われた。
H5N1型ウイルス
鳥インフルエンザとして有名なA型インフルエンザウイルスの亜型。本作ではH5N1はBSL-3として扱われている。本作で登場する亜型は人に感染するよう人為的に改変されたウイルスで、感染した際の致死率は不明。しかし改変前の感染例では致死率60%であり、シンヤは感染力が強い新種であることから致死率は高くなると推測している。
H5N1がヒトにとりつける遺伝子変異を起こす前にワクチンを研究開発する目的で、CDCからアトランタにある大学の研究所に開発が依頼された。しかし、人為的流行からのワクチン販売というマッチポンプを計画したクラトス社によってワクチンのサンプルと共に買収され、取引現場を襲撃したルカが強奪し、セルシア発見のためのバイオテロの道具として使用された。
BSL
バイオセーフティレベル。細菌・ウイルスなどの微生物・病原体等を取り扱う実験室・施設の格付け。4段階に分かれており、最高レベルは4。BSLはリスクグループに対応しており、例えばリスクグループ3の病原体は、原則BSL-3以上の実験室で扱うこととされている。各国が定めるリスクグループとは異なり、BSLの要件は世界共通。BSL-4の実験室を保有している国家は限られている。なお、BSL-3以上の場合、封じ込め実験室が必要となる。
万能ワクチン
エイス研が開発している、どのインフルエンザにも効果のあるワクチン。従来のワクチンがウイルス表面のタンパクの型に反応するのに対し、変異した際に変化の少ない内部のタンパクに反応することでウイルスの型を無視できる。臨床試験が始まったばかりで認可がおりていないが、トリニティはH5N1亜型「豚インフルエンザ」に対するWHOの警戒フェーズが6であることを挙げ、認可外ワクチンを使用可能だと判断し提出を要請した。しかし安全性確認ができていないという理由でエイス研はこれを拒否した。ただしシンヤは予防と治験のため同意なしでトリニティに接種している。
阻害薬
ヒカルが真里に要望したインフサルエンザの薬。ノイラミニダーゼ阻害薬のことであり、市販品ではタミフル等が有名。
ALL
急性リンパ性白血病。りおが発症した。悪性化したリンパ球が異常に増える疾患で、他の正常な血液細胞を圧迫することで造血機能の障害等が起こる。2011年掲載の本作では、放置すれば4ヶ月以内にほとんどの患者が死亡する、りおの発症した小児ALLは80%〜90%が長期生存が可能であるが抗がん剤を大量に投与する治療が必要で子供には優しくはない、と説明されている。
TPMT
チオプリンS-メチルトランスフェラーゼ。肝臓でつくられる酵素の一つ。この酵素をつくる遺伝子が機能していないと抗がん剤の一つである「6MP」の毒性を代謝・分解できずに重度の肝障害や骨髄抑制を引き起こす可能性があるため、投与量の判断が難しくなる。りおの遺伝子にはTPMTの欠損があり通常の投薬治療ができない状態であった。
SCID
重度複合免疫不全症。先天的な要因により免疫系の構成要素が欠けているまたはうまく機能しないため、免疫系が正常に働かない遺伝性疾患の一つ。T細胞の欠損かつB細胞の欠損または機能異常による液性・細胞性免疫能の欠如であり、造血幹細胞移植等が行われなければ乳児期に死亡する重篤な疾患。
ADA欠損症
アデノシンデアミネース欠損症。SCIDの症例の一つ。T細胞、B細胞、NK細胞の全てが欠損し、免疫不全を起こす。日本でも遺伝子治療が成功した疾患。ナオヤはADA欠損症であったが、幼少期にアメリカで遺伝子治療の臨床試験を被験したことで快方した。
遺伝子治療
異常な遺伝子を持っているために機能不全に陥っている細胞の欠陥を修復・修正することで病気を治療する手法。臨床試験が行われている段階であり、治療法として確立されていない。ナオヤの受けた遺伝子治療には200万ドルかかった(臨床試験でありアメリカの税金が使用されている)とシンヤが話している。
サイトカイン
細胞から分泌される低分子のタンパク質で生理活性物質の総称。サイトカインにはケモカインやインターロイキン等がある。本作では簡単に説明するために「細胞間で情報の伝達をするタンパク質」「対応する相手の細胞に増殖や分化や活動化(抑制も)をさせる物質」と表現されている。
インターロイキン
サイトカインの一つ。ヘルパーT細胞によって分泌され、細胞間コミュニケーションの機能を果たすものをいう。本作では「白血球間の調整をするサイトカイン」と表現されている。ILのあとにタンパク質として同定された順に番号を付けて呼ばれており、30種類以上が知られている。ナオヤはIL-12と18の値が高く、ヴァレリアを助けるために極度の疲労状態となった際に肺炎を発症し、免疫の過剰反応が起こり危篤状態となった。
ヒトゲノム計画
ヒト染色体の遺伝情報を全て解読し、染色体のどこにどのような遺伝情報がかかれているかを明らかにしようとする計画。1990年にアメリカで始まり、1953年のDNAの二重らせん構造の発見から50周年となる2003年に完了した。本作ではヒトゲノム計画の一環で始まったELSI研究に、HINに所属していたヒロトが関わっていた。
ELSI研究(えるしーけんきゅう)
新しい研究や技術が社会に与える影響を予見し、どのように対処するべきかを考える研究。「ヒトゲノム計画」のなかで登場した用語。ヒトゲノム研究がもたらしうる影響は、医師や患者に留まらず、すべての人に関わるものであり、社会全体にまで及ぶため、ELSIの研究は一般市民・政策立案者・企業などを含めた多様な観点から行われる必要があり、医科学研究者だけではなく哲学者や法学者、社会学者、倫理学者など幅広い学問領域からの参加や、領域を飛び越えて検討することが求められる。様々な人が被る影響を様々な観点から考えていくこと、そして研究と技術が社会からの信頼を得られるよう研究者と社会の間に入り、研究と技術のあり方を一緒に考えていくことが進められている。本作では社会倫理にELSIのルビがふられ、「法整備と啓蒙が必要だ」という言葉で表現されている。ヒロトが関わっていた。

## 書誌情報
- 河内和泉 『EIGHTH』 スクウェア・エニックス〈ガンガンコミックスJOKER〉、全16巻
  1. 2010年1月22日初版発行（同日発売[1]）、ISBN 978-4-7575-2780-5
  2. 2010年5月22日初版発行（同日発売[1]）、ISBN 978-4-7575-2885-7
  3. 2010年9月22日初版発行（同日発売[1]）、ISBN 978-4-7575-3001-0
  4. 2011年1月22日初版発行（同日発売[1]）、ISBN 978-4-7575-3127-7
  5. 2011年5月21日初版発行（同日発売[1]）、ISBN 978-4-7575-3237-3
  6. 2011年9月22日初版発行（同日発売[1]）、ISBN 978-4-7575-3370-7
  7. 2012年1月21日初版発行（同日発売[1]）、ISBN 978-4-7575-3481-0
  8. 2012年6月22日初版発行（同日発売[1]）、ISBN 978-4-7575-3602-9
  9. 2012年10月22日初版発行（同日発売[1]）、ISBN 978-4-7575-3772-9
  10. 2013年2月22日初版発行（同日発売[1]）、ISBN 978-4-7575-3892-4
  11. 2013年7月22日初版発行（同日発売[1]）、ISBN 978-4-7575-4010-1
  12. 2013年12月21日初版発行（同日発売[1]）、ISBN 978-4-7575-4135-1
  13. 2014年7月22日初版発行（同日発売[1]）、ISBN 978-4-7575-4358-4
  14. 2015年12月22日初版発行（同日発売[1]）、ISBN 978-4-7575-4504-5
  15. 2015年12月22日初版発行（同日発売[1]）、ISBN 978-4-7575-4836-7
  16. 2016年7月22日初版発行（同日発売[1]）、ISBN 978-4-7575-4913-5